# 賈敦實
賈敦實（590年代?—688年），曹州冤句县（今山東省菏澤市曹縣）人。唐朝初年地方官员。
贞观中为饶阳令，為政清靜。当时其兄賈敦頤为瀛州刺史。唐朝政府旧制，五服内不复连官。朝廷以其兄弟二人在职，皆有能名，竟不升迁贾敦实。賈敦頤在650年代逝世。到咸亨元年（670年），贾敦实累转洛州長史。與兄賈敦頤並有賢名，百姓共立二碑以紀念其兄弟，稱作「棠棣碑」。咸亨四年（674年），迁太子右庶子。後官懷州刺史，永淳初年（682年），因年老而致仕。
病危時，子孫迎醫視之，敦實拒絕說：「沒聽過良醫能夠治療衰老的。」最後不服藥。垂拱四年（688年）病死，年九十餘。
子賈膺福依附太平公主，先天政變中被唐玄宗所殺。